# Куллорсуак
Куллорсуак (гренл. Kullorsuaq) — посёлок в коммуне Каасуитсуп, северо-западная часть Гренландии, расположен у южной оконечности залива Мелвилл. Само поселение было основано в 1928 году.
Население посёлка — 423 человека (данные 2007 года). Название поселения означает «Большой палец» на Гренландском языке, в честь большого пальца дьявола, который можно увидеть на вершине горы в центре острова, примерно в 3 км к северу от поселения.
Куллорсуак входит в число десяти самых бедных общин Гренландии, как и три других поселения на архипелаге — Нааяат, Нууссуак и Упернавик-Куяллек
Куллорсуак находится в холодном субарктическом климате, по природной зональности он расположен в зоне арктических пустынь. Также посёлок расположен за полярным кругом.